# Pseudocopera annulata
Pseudocopera annulata is een juffer uit de familie van de breedscheenjuffers (Platycnemididae).
De soort staat op de Rode Lijst van de IUCN als niet bedreigd, beoordelingsjaar 2007, de trend van de populatie is volgens de IUCN stabiel.
De wetenschappelijke naam van de soort werd in 1863 als Psilocnemis annulata gepubliceerd door Edmond de Selys Longchamps.